# Campanula sylvatica
Campanula sylvatica là loài thực vật có hoa trong họ Hoa chuông. Loài này được Wall. mô tả khoa học đầu tiên năm 1824.